# Pantalla abierta
Pantalla abierta fue un programa de televisión chileno de corte periodístico, misceláneo y orientado a un público joven, emitido en Canal 13 entre 2001 y 2003 (aunque se realizó un único programa especial durante el 2004 con motivo de las elecciones municipales). Pantalla abierta era emitido en el horario de la tarde, desde el hall de entrada de Canal 13, lugar que años más tarde fue ocupado para la emisión del programa Alfombra roja, que también ocupa la franja horaria de la tarde.

## Historia
Debutó el 1 de octubre de 2001, siendo emitido al mediodía y conducido por los periodistas Constanza Santa María, Cristián Sánchez y Daniel Olave, junto a panelistas como Bernardita Cruz y José Miguel Villouta.
A partir de marzo de 2002, pasa al horario de la tarde teniendo como set el hall de entrada de Canal 13. Entre sus panelistas estaban Rayén Araya en música y Eugenio Figueroa en los deportes, y reporteros como Sebastián Eyzaguirre, Julia Vial y Pablo Zúñiga, este último con notas irónicas.
Constanza Santa María abandonó el espacio antes de la temporada 2003 para radicarse en Holanda, siendo reemplazada por Julia Vial. Poco tiempo antes del fin definitivo del programa (septiembre de 2003), Sánchez también dejó el espacio, debido a que asumió la conducción de un programa que competía directamente con Rojo, Fama Contrafama y Mekano, llamado ADN: Artistas de Nacimiento, el que finalmente fue un fracaso de sintonía y tuvo una rápida salida del aire. Sánchez fue reemplazado por el periodista Carlos "Caco" Montt en Pantalla abierta hasta el fin de la temporada.
En febrero de 2004 se pensó en un regreso del espacio, pero en un horario nocturno, debido al éxito que logró en el horario de la tarde el programa Acoso textual, lo que finalmente no se concretó. El domingo 31 de octubre de 2004, en el marco de las elecciones municipales, se emitió un especial de Pantalla abierta con sus animadores originales, Sánchez y Santa María.